# Tawananna (Frau Šuppiluliumas I.)
Tawananna (früher auch oft Malnigal genannt) ist der Name einer hethitischen Großkönigin. Sie war eine babylonische Prinzessin und nach Ḫinti die zweite Frau Šuppiluliumas I. Vermutlich nach der Heirat, durch die sie Großkönigin wurde, nahm sie den Namen Tawawanna an, der auch die ursprünglich aus dem Hattischen stammende Bezeichnung für die hethitischen Großkönigin ist.

## Name
In Veröffentlichungen bis zum Beginn des 21. Jahrhunderts wurde sie oft als „Malnigal“ geführt, da ein in Ugarit gefundener Abdruck eines Siegels außer „Tawananna“ auch noch Zeichen offenbart, die lange als „Malnigal“ gelesen wurden. Man ging davon aus, dass es sich dabei um ihren eigentlichen (Geburts-)Namen handelt. Bereits in den 1990er Jahren wurde diese Lesung von manchen Wissenschaftlern abgelehnt, um die Jahrtausendwende wurde sie in der Forschung immer häufiger statt Malnigal Tawananna genannt, bis schließlich nachwiesen wurde, dass die Lesung Malnigal nicht zutrifft.

## Leben
Tawananna war eine babylonische Königstochter, wohl Tochter des Burna-buriaš II. Möglicherweise nahm Šuppiluliuma I. sie zur Frau, um die Beziehungen zur kassitischen Herrscherfamilie Babyloniens zu festigen und die Unterstützung oder zumindest die Neutralität Babylons bei seinen Feldzügen gegen das Mitanni-Reich zu erreichen. Durch die Heirat avancierte Tawananna zur hethitischen Großkönigin. Es ist allerdings nicht ganz klar, was mit der ersten Frau Šuppiluliumas I., Ḫinti, zu diesem Zeitpunkt geschehen war. Falls sie noch lebte, wäre sie weiterhin rechtmäßige Großkönigin gewesen. Tatsächlich verwendete Tawananna in der Zeit Šuppiluliumas unterschiedlich beschriftete Siegel. Während sie auf Siegelabdrücken, die in Ugarit ans Licht kamen, immer den Titel Großkönigin führt und auch auf vielen im sogenannten Archiv vom Nişantepe, tragen einige dort gefundene den Titel „Tochter des Großkönigs“, was sich sicherlich auf ihre Abstammung bezieht. Der Schluss liegt daher nahe, dass diese Siegel älter sind und aus einer Zeit stammen, als sie zwar schon Šuppiluliumas Frau war, aber noch nicht Großkönigin. Das würde bedeuten, dass Ḫinti noch eine Weile als Großkönigin amtierte, nachdem Šuppiluliuma sich von ihr getrennt und Tawananna geheiratet hatte. In der Zeit, als der Vertrag mit Niqmaddu II. abgeschlossen wurde, siegelte Tawananna aber bereits als Großkönigin.
Da eine hethitische Großkönigin ihr Amt üblicherweise auch nach dem Tod ihres Ehemanns behielt, führte Tawananna auch unter dem nur kurz regierenden Arnuwanda II. und dem nachfolgenden Muršili II., der ihr Stiefsohn war, weiterhin Amtshandlungen durch. Muršili II., der nach seinem Regierungsantritt immer öfter Meinungsverschiedenheiten mit Tawananna hatte, setzte sie jedoch im Zuge der sogenannten Tawananna-Affäre ab. Er warf ihr u. a. vor, sehr verschwenderisch zu sein und beschuldigte sie u. a., durch Flüche den frühen Tod seiner Frau – entweder Gaššulawiya oder eine namentlich nicht bekannte, angenommene erste Gattin – sowie eine Sprachstörung, an der Muršili längere Zeit litt, verursacht zu haben. Besonders der Tod seiner ersten Frau in seinem neunten Regierungsjahr (ca. 1313 v. Chr.) ging Muršili offenbar sehr nahe, den er z. B. in einem Gebet aus seinem 10. Regierungsjahr (KUB 14.4) beklagt und der Tawananna anlastet. Zudem soll sie immer mehr fremde, wahrscheinlich babylonische, Kulte und Sitten eingeführt haben, angeblich sogar Prostitution im Palast. Schließlich machte er der Großkönigin den Prozess, in dem er sie der Hexerei, des Mordes an seiner ersten Gattin und der Verschwendungssucht anklagte. Nach dem Schuldspruch behauptete Muršili II., ein Orakel habe ihm erlaubt, Tawananna zu töten. Er ließ Tawananna zwar am Leben, setzte sie aber als Großkönigin ab und stellte sie vermutlich unter Hausarrest. Die Absetzung einer Großkönigin war ein ungeheuerlicher Vorgang in der hethitischen Geschichte, der seinen Nachhall mindestens bis in die Regierungszeit von Tudḫalija IV. (ca. 1237–1215/09) fand, aus der eine Orakelanfrage (CTH 569) des Großkönigs stammt, in dem an dieses Ereignis erinnert wird. Ḫattušili III. beteuerte um die Mitte des 13. Jahrhunderts in einem Gebet, dass er noch ein Kind war, als Tawananna abgesetzt wurde, ihn also keine Schuld an diesem Unrecht träfe.
Auch nach ihrer Absetzung hatte Tawananna immer noch Einfluss am Hof.